# Klaus Piltz
Klaus Piltz (* 16. Oktober 1935 in Stuttgart; † 12. April 1993 im Ötztal) war ein deutscher Industriemanager und Vorstandsvorsitzender der VEBA AG.

## Leben

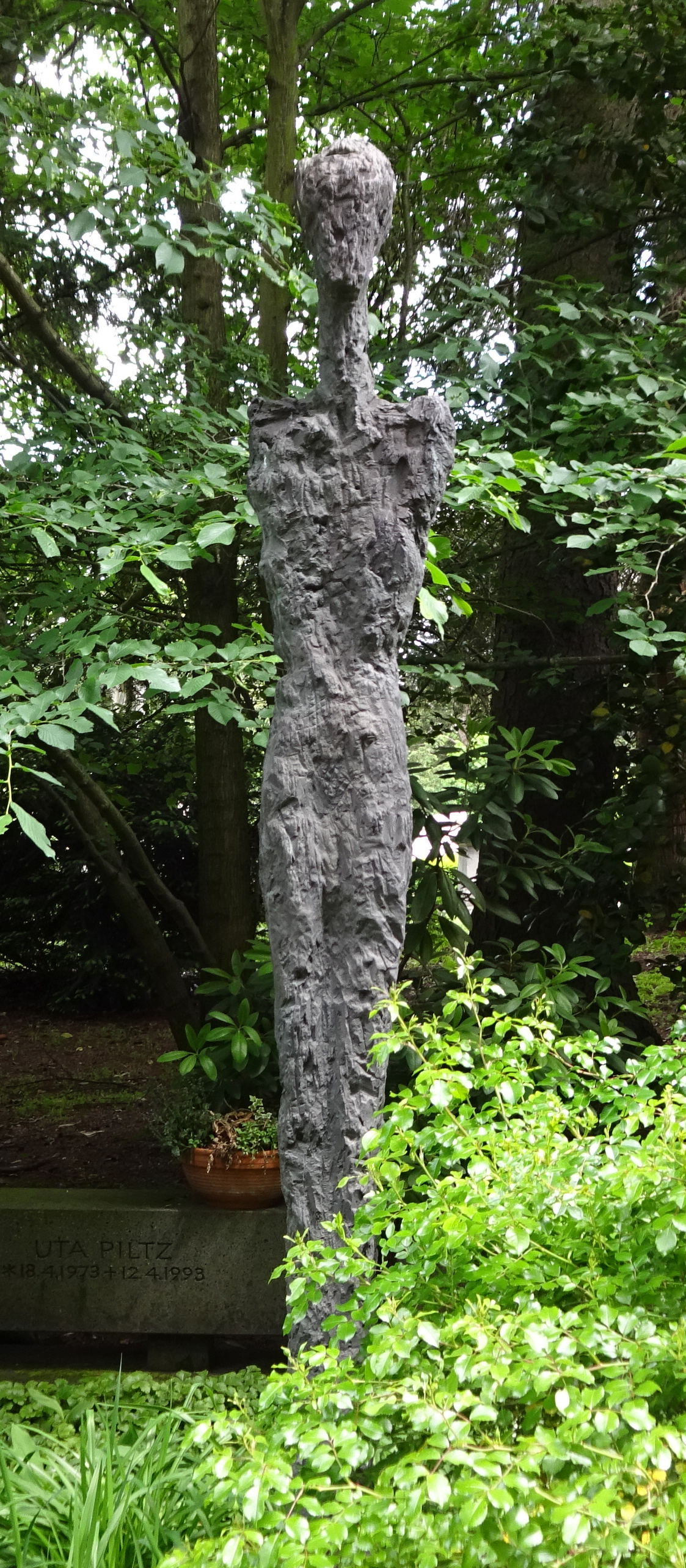
Grabstätte der Familie Piltz/Rumler mit Skulptur von Michael Irmer (2019); die Skulptur wurde im August 2024 gestohlen.

Klaus Piltz studierte von 1955 bis 1962 Wirtschaftswissenschaften in München, Paris und Köln. Bereits vor seinem Studienabschluss trat er 1961 bei der damals noch vollständig in Bundesbesitz befindlichen VEBA AG ein. Seit 1972 Generalbevollmächtigter, übernahm Piltz 1975 das Vorstandsressort für Finanz-, Rechnungs- und Berichtswesen. In dieser Funktion hatte er maßgeblichen Anteil an der Umstrukturierung des inzwischen teilprivatisierten einstigen Staatskonzerns unter der Führung Rudolf von Bennigsen-Foerders. Nach dessen plötzlichem Tod wurde Piltz Anfang November 1989 selbst zum Vorstandsvorsitzenden der VEBA berufen.
Unter seiner Führung wurde der Konzern 1991 neu geordnet und weiter gestrafft, unter anderem durch den Verkauf der erst kurz zuvor erworbenen Beteiligung an der Feldmühle Nobel AG.
Wie sein Vorgänger Bennigsen-Foerder verfolgte auch Piltz in der Frage der Kernenergienutzung einen Verständigungskurs mit den Kritikern. So warb er Ende 1992 zusammen mit dem damaligen RWE-Chef Friedhelm Gieske in einem Brief an Bundeskanzler Helmut Kohl für einen neuen Energiekonsens.
Am Ostermontag 1993 verunglückte der begeisterte Bergwanderer Piltz bei einem Lawinenunglück in Tirol während einer Skiwanderung zusammen mit zweien seiner Kinder und einem Freund der Kinder tödlich. Die Grabstätte befindet sich auf dem Nordfriedhof Düsseldorf. Sein Nachfolger bei der VEBA wurde der bisherige Finanzvorstand Ulrich Hartmann.